# ناپ‌کامرس
ناپ‌کامرس، یک پروژه متن باز و راه حلی ساختاریافته برای کسب و کارهای آنلاین است  که این امکان را به صاحبان کسب و کار می‌دهد کسب و کار آنلاین خود را راه‌اندازی کنند.
این پلتفرم کاملاً بومی و فارسی شده‌است. از ویژگی‌های آن می‌توان به وجود قالب‌های ریسپانسیو متنوع، سیستم چند فروشگاهی، چند فروشندگی، همکاری در فروش، امکانات بازاریابی و … اشاره کرد.

## تاریخچه
توسعه ناپ‌کامرس از سال ۲۰۰۸ توسط Andrei Mazulnitsyn در Yaroslavl روسیه آغاز شد و در سال۲۰۰۹ شرکت مستقل در Yaroslavl تأسیس شد.
نسخه‌های اولیهٔ ناپ‌کامرس عملکردهای اساسی مانند پردازش سفارش، ویژگی‌های محصولات، افزونه‌ها، تخفیف‌ها، قیمت‌گذاری طبقه‌بندی، اخبار، وبلاگ‌ها، پیام‌های خصوصی، انجمن‌ها، مالیات و پشتیبانی ارسال را معرفی کردند

## مزایای ناپ کامرس
1. سهولت در نصب
2. سیستم ادغام پرداخت شخص ثالث
3. راه اندازی آسان در نرم‌افزار visual studio
4. پلاگین و قالب ناپ کامرس
5. تطبیق پذیری با گواهی SSL
6. نصب آسان تم‌ها و پلاگین‌ها
7. تغییر نماد favicon در NopCommerce
8. قابل اعتماد و بدون اشکال
9. مستندات مناسب
10. انتقال سرویس NopCommerce به Shopify[۲][۳]

## اطلاعات آماری
سورس ناپ‌کامرس تاکنون بیش از ۲٫۵ میلیون بار دانلود شده و ۵۰٬۰۰۰ فروشگاه فعال بر پایه آن راه‌اندازی شده‌است که از جمله آنها می‌توانیم به برندهایی چون Volvo, Puma, Reebok, DHC skincare, Columbia, Medindia, Speedo اشاره کرد.

## جوایز و افتخارات
ناپ‌کامرس در سال ۲۰۱۰ و ۲۰۱۱، جایزه Packt Open Source E-Commerce را در مرحله نهایی بدست آورد و در لیست ۵ اپلیکیشن برتر ارائه شده توسط Microsoft Web Platform Installer است.
در سال ۲۰۱۳، nopCommerce به عنوان بهترین برنامه مالی، توسط WebReady روسیه انتخاب شد و در ژانویه سال ۲۰۱۶، برنده جایزه بهترین تجارت الکترونیک برای SMB شد.
1. ↑  «19 Open Source Ecommerce Platforms». Practical Ecommerce (به انگلیسی). ۲۰۲۱-۰۶-۰۱. دریافت‌شده در ۲۰۲۳-۰۵-۱۱.
2. ↑  ناپ کامرس چیست https://www.nopcommerce.com/en
3. ↑  دربارهٔ ناپ کامرس https://docs.nopcommerce.com/en/index.html